# Northern Rebellion
Northern Rebellion var ett uppror mot Elisabet I av England 1569, lett av Charles Neville, 6:e earl av Westmorland, Thomas Howard, 4:e hertig av Norfolk och Thomas Percy, 7:e earl av Northumberland. Pius V försökte hjälpa det katolska upproret genom att bannlysa Elisabet och förklara henne avsatt genom en påvlig bulla; Regnans in Excelsis, men den kom fram först 1570, då upproret redan hade kvästs. Bullan ledde dock till att Elisabet slutade med sin religiöst toleranta politik. Istället började hon förfölja religiösa fiender vilket ledde till flera konspirationer för att få bort henne från tronen.
Nevilles hustru Jane Howard samlade ihop fler trupper än vad han gjorde. Hon hoppades kunna gifta bort sin bror, hertigen av Norfolk med Maria Stuart och placera dem båda på Englands tron. Trots att hon var en av de första som manade på rebellerna, förväntade hon sig att få pardon av Elisabet då de misslyckades. Istället flydde Neville till Kontinenten och levde resten av sitt liv i husarrest och Thomas fängslades, men figavs, för att sedan falla i Ridolfisammansvärjningen.